# Synthetonychia cornua
Synthetonychia cornua is een hooiwagen uit de familie Synthetonychidae.